# Mojo Alcantara
Mojo Alcantara település Olaszországban, Szicília régióban, Messina megyében. Lakosainak száma 677 fő (2023. január 1.). Mojo Alcantara Castiglione di Sicilia, Malvagna és Roccella Valdemone községekkel határos.

## Népesség
A település lakossága az elmúlt években az alábbi módon változott:
| Lakosok száma | 718  | 710  | 677  |
|               | 2017 | 2018 | 2023 |